# Hippocampinae
Hippocampes
Sous-famille
La sous-famille des Hippocampinae, les Hippocampes, regroupe des poissons osseux de la famille des Syngnathidae.

## Liste des genres
Selon ITIS (5 septembre 2021) :
- Hippocampus Rafinesque, 1810
- Histiogamphelus McCulloch, 1914

Selon World Register of Marine Species (21 juillet 2025) pour la sous-famille Nerophinae :
- Choeroichthys Kaup, 1856
- Doryrhamphus Kaup, 1856
- Dunckerocampus Whitley, 1933
- Entelurus Duméril, 1870
- Heraldia Paxton, 1975
- Hippocampus Rafinesque, 1810
- Leptoichthys Kaup, 1853
- Maroubra Whitley, 1948
- Microphis Kaup, 1853
- Nerophis Rafinesque, 1810